# Frans Verhelst
Frans Verhelst (Diksmuide, 6 maart 1954) is een Belgisch politicus van Open Vld.

## Levensloop
Verhelst werd aannemer van bouwwerken.
Hij werd van 1989 tot 2006 en van 2013 tot 2018 gemeenteraadslid van Koekelare. Van 1989 tot 1994 was hij er tevens schepen en van 2007 tot 2012 OCMW-raadslid. Vanaf 2013 was hij de fractieleider van Open Vld in de Koekelaarse gemeenteraad.
Daarnaast was hij van 2002 tot 2003 lid van de Kamer van volksvertegenwoordigers ter vervanging van de overleden Aimé Desimpel.
In 2003 stapte hij uit de VLD, omdat hij niet akkoord ging met de lijstvorming in West-Vlaanderen voor de verkiezingen van dat jaar. Sindsdien zetelde hij als onafhankelijk volksvertegenwoordiger. Enkele maanden later keerde hij terug naar de partij.